# Estação Kitai-Gorod (linha Kalujsko-Rijskaia)
Kitai-Gorod (em russo:  Китай-город) é uma das estações da linha Kalujsko-Rijskaia (Linha 6) do Metro de Moscovo, na Rússia. Estação «Kitai-Gorod» está localizada entre as estações «Tretiakovskaia» e «Turguenevskaia».